# Copa da Itália de Futebol de 2023–24
A Copa da Itália de 2023–24, também conhecida comercialmente como Coppa Italia Frecciarossa 2023–2024 por conta do patrocínio, foi a 77.ª edição da Copa da Itália, competição italiana de clubes de futebol organizada pela Lega Série A. A disputa pela taça teve início em 5 de agosto de 2023 e tem previsão para terminar dia 15 de maio de 2024, com a decisão pelo título.
O torneio conta com a participação de 44 equipes das três principais divisões do futebol italiano: 20 da Série A, 18 da Série B e 6 da Série C. Os jogos da competição ocorrem no sistema de "mata-mata" e o vencedor garantirá uma vaga na fase de grupos da Liga Europa da UEFA de 2024–25.

## Regulamento

### Sistema de disputa
A fórmula utilizada é a mesma implementada a partir da edição de 2021–22, com 44 times participantes: 20 clubes da Série A, 18 clubes da Série B e 6 clubes da Série C. Dependendo do campeonato em que joguem na atual temporada (2023–24), essas equipes estreiam no torneio a partir de fases distintas. A disputa se dá no sistema "mata-mata" em todo o torneio, ou seja, times divididos em chaves de dois decidindo uma vaga na fase seguinte, onde o sistema se repete até a final, que decide o campeão. São sete fases: todas decididas em jogos únicos, com exceção da semifinal, que ocorre em partidas de ida e volta. O campeão se classificará para a fase de grupos da Liga Europa da UEFA de 2024–25.
A final está marcada para acontecer no Estádio Olímpico de Roma.

### Mando de campo
Quanto ao mando de campo temos duas situações diferentes: nos jogos únicos, o clube com a melhor posição no ranking, ou seja, o clube com menor número atribuído na tabela será o mandante da partida; nos jogos das semifinais, que ocorrem em duas partidas, o mando de campo do jogo de volta será do clube mais bem posicionado no ranking.

### Critérios de desempate
Em caso de empate no placar ao final do tempo regulamentar (ou do placar agregado, no caso da semifinal), os critérios de desempate são:
| Jogos únicos 1. Prorrogação (dois tempos extras de 15 minutos cada) 2. Disputa por pênaltis | Semifinal 1. Prorrogação (dois tempos extras de 15 minutos cada) 2. Disputa por pênaltis |

## Calendário
As datas dos confrontos foram divulgadas oficialmente pela Lega Série A em 30 de junho de 2023.
| Fase            | Etapa            | Jogo de ida                                            | Jogo de volta                                          |
| --------------- | ---------------- | ------------------------------------------------------ | ------------------------------------------------------ |
| Fase preliminar | Primeira fase    | 5 e 6 de agosto de 2023                                | 5 e 6 de agosto de 2023                                |
| Fase preliminar | Segunda fase     | 11, 12, 13 e 14 de agosto de 2023                      | 11, 12, 13 e 14 de agosto de 2023                      |
| Fase preliminar | Terceira fase    | 31 de outubro, 1 e 2 de novembro de 2023               | 31 de outubro, 1 e 2 de novembro de 2023               |
| Fase final      | Oitavas de final | 5, 6, 19, 20 de dezembro de 2023, 3 de janeiro de 2024 | 5, 6, 19, 20 de dezembro de 2023, 3 de janeiro de 2024 |
| Fase final      | Quartas de final | 10 de janeiro de 2024                                  | 10 de janeiro de 2024                                  |
| Fase final      | Semifinal        | 3 de abril de 2024                                     | 24 de abril de 2024                                    |
| Fase final      | Final            | 15 de maio de 2024                                     | 15 de maio de 2024                                     |

## Participantes
44 clubes participam da competição.

### Série A
| - Atalanta   |
| - Bologna    |
| - Cagliari   |
| - Empoli     |
| - Fiorentina |

| - Frosinone      |
| - Genoa          |
| - Hellas Verona  |
| - Internazionale |
| - Juventus       |

| - Lazio  |
| - Lecce  |
| - Milan  |
| - Monza  |
| - Napoli |

| - Roma        |
| - Salernitana |
| - Sassuolo    |
| - Torino      |
| - Udinese     |

### Série B
| - Ascoli     |
| - Bari       |
| - Catanzaro  |
| - Cittadella |
| - Como       |
| - Cosenza    |

| - Cremonese   |
| - Feralpisalò |
| - Modena      |
| - Palermo     |
| - Parma       |
| - Pisa        |

| - Reggina   |
| - Sampdoria |
| - Spezia    |
| - Südtirol  |
| - Ternana   |
| - Venezia   |

### Série C
| - Cesena  |
| - Crotone |

| - Foggia  |
| - Pescara |

| - Vicenza        |
| - Virtus Entella |

### Ordem de entrada
| Clube          | Pos. |
| -------------- | ---- |
| Internazionale | 10   |
| Napoli         | 20   |
| Lazio          | 30   |
| Milan          | 40   |
| Atalanta       | 50   |
| Roma           | 60   |
| Juventus       | 70   |
| Fiorentina     | 80   |

| Clube         | Pos. |
| ------------- | ---- |
| Bologna       | 90   |
| Torino        | 100  |
| Monza         | 110  |
| Udinese       | 120  |
| Sassuolo      | 130  |
| Empoli        | 140  |
| Salernitana   | 150  |
| Lecce         | 160  |
| Hellas Verona | 170  |
| Frosinone     | 180  |
| Genoa         | 190  |
| Cagliari      | 200  |
| Spezia        | 210  |
| Cremonese     | 220  |
| Sampdoria     | 230  |
| Bari          | 240  |

| Clube      | Pos. |
| ---------- | ---- |
| Parma      | 250  |
| Südtirol   | 260  |
| Crotone    | 270  |
| Venezia    | 280  |
| Palermo    | 290  |
| Modena     | 300  |
| Pisa       | 310  |
| Ascoli     | 320  |
| Como       | 330  |
| Ternana    | 340  |
| Cittadella | 350  |
| Cosenza    | 360  |

| Clube          | Pos. |
| -------------- | ---- |
| Catanzaro      | 370  |
| Reggiana       | 380  |
| Feralpisalò    | 390  |
| Cesena         | 400  |
| Virtus Entella | 410  |
| Vicenza        | 420  |
| Pescara        | 430  |
| Foggia         | 440  |

Notas
1. 1 2  Crotone e Cesena, clubes que disputam a Série C de 2023–24, ocuparam a vaga da Reggina e do Lecco, respectivamente, já que as duas últimas equipes, no início da competição, não foram admitidas no campeonato da Série B de 2023–24.[5]

## Primeira fase

### Rodada preliminar
Um total de 8 equipes competiram neste round, sendo 4 delas da Série B e 4 Série C. Os jogos ocorreram em partidas únicas nos dias 5 e 6 de agosto de 2023. Ao final dos jogos, 4 delas avançaram para a próxima fase.
| Jogo | Equipe 1    | Placar           | Equipe 2       |
| ---- | ----------- | ---------------- | -------------- |
| 1    | Catanzaro   | 1 – 0            | Foggia         |
| 2    | Reggina     | 6 – 2            | Pescara        |
| 3    | Feralpisalò | 2 – 1            | Vicenza        |
| 4    | Cesena      | 2 – 2 (9–8 pen.) | Virtus Entella |

### Trinta-e-dois-avos de final
Um total de 32 equipes competiram nesta rodada, sendo 4 campeãs da anterior, os 16 times restantes da Série B e 12  times do Série A.
| Jogo | Equipe 1      | Placar           | Equipe 2    |
| ---- | ------------- | ---------------- | ----------- |
| 5    | Frosinone     | 1 – 0            | Pisa        |
| 6    | Udinese       | 4 – 1            | Catanzaro   |
| 7    | Genoa         | 4 – 3            | Modena      |
| 8    | Bologna       | 2 – 0            | Cesena      |
| 9    | Empoli        | 1 – 2            | Cittadella  |
| 10   | Bari          | 0 – 3            | Parma       |
| 11   | Hellas Verona | 3 – 1            | Ascoli      |
| 12   | Cagliari      | 2 – 1 (pro.)     | Palermo     |
| 13   | Salernitana   | 1 – 0            | Ternana     |
| 14   | Cosenza       | 2 – 5 (pro.)     | Sassuolo    |
| 15   | Lecce         | 1 – 0            | Como        |
| 16   | Monza         | 1 – 2            | Reggiana    |
| 17   | Cremonese     | 3 – 1 (pro.)     | Crotone     |
| 18   | Sampdoria     | 1 – 1 (7–6 pen.) | Südtirol    |
| 19   | Spezia        | 2 – 2 (4–3 pen.) | Venezia     |
| 20   | Torino        | 2 – 1            | Feralpisalò |

### Dezesseis-avos de final
Os 16 times vencedores da rodada anterior se enfrentam entre si, os 8 vencedores avançam para a próxima fase.
| Jogo | Equipe 1    | Placar           | Equipe 2      |
| ---- | ----------- | ---------------- | ------------- |
| 21   | Cremonese   | 2 – 1 (pro.)     | Cittadella    |
| 22   | Salernitana | 4 – 0            | Sampdoria     |
| 23   | Bologna     | 2 – 0            | Hellas Verona |
| 24   | Genoa       | 2 – 1 (pro.)     | Reggiana      |
| 25   | Lecce       | 2 – 4            | Parma         |
| 26   | Udinese     | 1 – 2 (pro.)     | Cagliari      |
| 27   | Sassuolo    | 0 – 0 (5–4 pen.) | Spezia        |
| 28   | Torino      | 1 – 2 (pro.)     | Frosinone     |

## Fase final

### Chaveamento
|  | Oitavas de final | Oitavas de final |      |                | Quartas de final | Quartas de final |  |            | Semifinais | Semifinais | Semifinais | Semifinais |  |          | Final | Final |
|  |                  |                  |      |                |                  |                  |  |            |            |            |            |            |  |          |       |       |
|  | Fiorentina (p)   | 2(4)             |      |                |                  |                  |  |            |            |            |            |            |  |          |       |       |
|  | Parma            | 2(1)             |      |                |                  |                  |  |            |            |            |            |            |  |          |       |       |
|  | Parma            | 2(1)             |      | Fiorentina (p) | 0(5)             |                  |  |            |            |            |            |            |  |          |       |       |
|  |                  |                  |      | Fiorentina (p) | 0(5)             |                  |  |            |            |            |            |            |  |          |       |       |
|  |                  | Bologna          | 0(4) |                |                  |                  |  |            |            |            |            |            |  |          |       |       |
|  | Internazionale   | Bologna          | 0(4) | 1              |                  |                  |  |            |            |            |            |            |  |          |       |       |
|  | Internazionale   |                  |      | 1              |                  |                  |  |            |            |            |            |            |  |          |       |       |
|  | Bologna (pro)    | 2                |      |                |                  |                  |  |            |            |            |            |            |  |          |       |       |
|  | Bologna (pro)    | 2                |      |                |                  |                  |  | Fiorentina | 1          | 1          | 2          |            |  |          |       |       |
|  |                  |                  |      |                |                  |                  |  | Fiorentina | 1          | 1          | 2          |            |  |          |       |       |
|  |                  | Atalanta         | 0    | 4              | 4                |                  |  |            |            |            |            |            |  |          |       |       |
|  | Milan            | Atalanta         | 0    | 4              | 4                | 4                |  |            |            |            |            |            |  |          |       |       |
|  | Milan            |                  |      |                |                  | 4                |  |            |            |            |            |            |  |          |       |       |
|  | Cagliari         | 1                |      |                |                  |                  |  |            |            |            |            |            |  |          |       |       |
|  | Cagliari         | 1                |      | Milan          | 1                |                  |  |            |            |            |            |            |  |          |       |       |
|  |                  |                  |      | Milan          | 1                |                  |  |            |            |            |            |            |  |          |       |       |
|  |                  | Atalanta         | 2    |                |                  |                  |  |            |            |            |            |            |  |          |       |       |
|  | Atalanta         | Atalanta         | 2    | 3              |                  |                  |  |            |            |            |            |            |  |          |       |       |
|  | Atalanta         |                  |      | 3              |                  |                  |  |            |            |            |            |            |  |          |       |       |
|  | Sassuolo         | 1                |      |                |                  |                  |  |            |            |            |            |            |  |          |       |       |
|  | Sassuolo         | 1                |      |                |                  |                  |  |            |            |            |            |            |  | Atalanta | 0     |       |
|  |                  |                  |      |                |                  |                  |  |            |            |            |            |            |  | Atalanta | 0     |       |
|  |                  | Juventus         | 1    |                |                  |                  |  |            |            |            |            |            |  |          |       |       |
|  | Juventus         | Juventus         | 1    | 6              |                  |                  |  |            |            |            |            |            |  |          |       |       |
|  | Juventus         |                  |      | 6              |                  |                  |  |            |            |            |            |            |  |          |       |       |
|  | Salernitana      | 1                |      |                |                  |                  |  |            |            |            |            |            |  |          |       |       |
|  | Salernitana      | 1                |      | Juventus       | 4                |                  |  |            |            |            |            |            |  |          |       |       |
|  |                  |                  |      | Juventus       | 4                |                  |  |            |            |            |            |            |  |          |       |       |
|  |                  | Frosinone        | 0    |                |                  |                  |  |            |            |            |            |            |  |          |       |       |
|  | Napoli           | Frosinone        | 0    | 0              |                  |                  |  |            |            |            |            |            |  |          |       |       |
|  | Napoli           |                  |      | 0              |                  |                  |  |            |            |            |            |            |  |          |       |       |
|  | Frosinone        | 4                |      |                |                  |                  |  |            |            |            |            |            |  |          |       |       |
|  | Frosinone        | 4                |      |                |                  |                  |  | Juventus   | 2          | 1          | 3          |            |  |          |       |       |
|  |                  |                  |      |                |                  |                  |  | Juventus   | 2          | 1          | 3          |            |  |          |       |       |
|  |                  | Lazio            | 0    | 2              | 2                |                  |  |            |            |            |            |            |  |          |       |       |
|  | Lazio            | Lazio            | 0    | 2              | 2                | 1                |  |            |            |            |            |            |  |          |       |       |
|  | Lazio            |                  |      |                |                  | 1                |  |            |            |            |            |            |  |          |       |       |
|  | Genoa            | 0                |      |                |                  |                  |  |            |            |            |            |            |  |          |       |       |
|  | Genoa            | 0                |      | Lazio          | 1                |                  |  |            |            |            |            |            |  |          |       |       |
|  |                  |                  |      | Lazio          | 1                |                  |  |            |            |            |            |            |  |          |       |       |
|  |                  | Roma             | 0    |                |                  |                  |  |            |            |            |            |            |  |          |       |       |
|  | Roma             | Roma             | 0    | 2              |                  |                  |  |            |            |            |            |            |  |          |       |       |
|  | Roma             |                  |      | 2              |                  |                  |  |            |            |            |            |            |  |          |       |       |
|  | Cremonese        | 1                |      |                |                  |                  |  |            |            |            |            |            |  |          |       |       |

### Oitavas de final
| Jogo | Equipe 1       | Placar           | Equipe 2    |
| ---- | -------------- | ---------------- | ----------- |
| 29   | Fiorentina     | 2 – 2 (4–1 pen.) | Parma       |
| 30   | Internazionale | 1 – 2 (pro.)     | Bologna     |
| 31   | Milan          | 4 – 1            | Cagliari    |
| 32   | Atalanta       | 3 – 1            | Sassuolo    |
| 33   | Juventus       | 6 – 1            | Salernitana |
| 34   | Napoli         | 0 – 4            | Frosinone   |
| 35   | Lazio          | 1 – 0            | Genoa       |
| 36   | Roma           | 2 – 1            | Cremonese   |

### Quartas de final
| Jogo | Equipe 1   | Placar           | Equipe 2  |
| ---- | ---------- | ---------------- | --------- |
| 37   | Fiorentina | 0 – 0 (5–4 pen.) | Bologna   |
| 38   | Milan      | 1 – 2            | Atalanta  |
| 39   | Juventus   | 4 – 0            | Frosinone |
| 40   | Lazio      | 1 – 0            | Roma      |

### Semifinais
| Jogos | Equipe 1   | Total | Equipe 2 | Jogo 1 | Jogo 2 |
| ----- | ---------- | ----- | -------- | ------ | ------ |
| 41/43 | Fiorentina | 2 – 4 | Atalanta | 1 – 0  | 1 – 4  |
| 42/44 | Juventus   | 3 – 2 | Lazio    | 2 – 0  | 1 – 2  |

### Final
| 15 de maio de 2024 | Atalanta | 0 – 1     | Juventus    | Estádio Olímpico, Roma                                       |
| 21:00 (UTC+2)      |          | Relatório | Vlahović 4' | Público: 66 854 Renda: € 4.500.000,00 Árbitro: Fabio Maresca |

## Premiação
| COPPA ITALIA 2023–24           |
| ------------------------------ |
| Juventus Campeão (15.º título) |